# This Is My Truth Tell Me Yours
This Is My Truth Tell Me Yours é o quinto album de estúdio da banda britânica de rock alternativo Manic Street Preachers. Foi lançado em 14 de Setembro de 1998 pela gravadora Epic Records.
Assim como o seu predecessor, lançado em 1996, Everything Must Go, This Is My Truth Tell Me Yours foi um sucesso comercial e de crítica. É o disco mais vendido do grupo: foram 136.000 cópias comercializadas em sua primeira semana, obtendo disco de ouro em uma semana e se tornando o primeiro álbum da banda a atingir o número 1 nas paradas de sucesso britânicas.  Vendeu bem no Reino Unido, Europa e Ásia, alcançando cerca de 5 milhões de cópias no mundo. O projeto obteve para a banda mais indicações e elogios no BRIT Awards em 1999.
Em 2018, foi lançada a edição especial remasterizada de 20 anos do álbum, com a inclusão de demos, faixas lado B e remixes.

## Faixas
Todas as letras escritas por Nicky Wire, todas as músicas compostas por James Dean Bradfield e Sean Moore.
| N.º | Título                                            | Duração |  |
| 1.  | "The Everlasting"                                 | 6:09    |  |
| 2.  | "If You Tolerate This Your Children Will Be Next" | 4:50    |  |
| 3.  | "You Stole the Sun from My Heart"                 | 4:20    |  |
| 4.  | "Ready for Drowning"                              | 4:32    |  |
| 5.  | "Tsunami"                                         | 3:51    |  |
| 6.  | "My Little Empire"                                | 4:09    |  |
| 7.  | "I'm Not Working"                                 | 5:51    |  |
| 8.  | "You're Tender and You're Tired"                  | 4:37    |  |
| 9.  | "Born a Girl"                                     | 4:12    |  |
| 10. | "Be Natural"                                      | 5:12    |  |
| 11. | "Black Dog on My Shoulder"                        | 4:48    |  |
| 12. | "Nobody Loved You"                                | 4:44    |  |
| 13. | "S.Y.M.M."                                        | 5:57    |  |